# Хэмилтон, Джордж (актёр)
Джордж Хэмилтон (англ. George Hamilton; род. 12 августа 1939, Мемфис, Теннесси) — американский актёр театра, кино и телевидения, кинопродюсер.

## Биография
Джордж Стивенс Хэмилтон-четвёртый родился 12 августа 1939 года в Мемфисе, штат Теннесси. Отец — Джордж «Спайк» Хэмилтон (1901—1957), лидер музыкальной группы, малоизвестный актёр, автор аромата туалетной воды «Белые плечи». Мать — Энн Поттер Хэмилтон Хант Сполдинг. Старший брат (от предыдущего брака Энн) — Уильям Поттер, интерьерный дизайнер в фирме Эвы Габор. Младший брат — Дэвид Хэмилтон. В 1940-х годах Хэмилтоны переехали в город Блайтвилл (Арканзас) к родителям матери (оба умерли в 1947 году), где и прошла бо́льшая часть детства мальчика. После развода с Энн, Хэмилтон-старший женился на женщине по имени Джун Говард (род. ок. 1922), которая и стала причиной развода. По словам Хэмилтона-младшего, именно со своей мачехой он потерял девственность в 12 лет.
После окончания курса средней школы (всего он сменил около двадцати пяти школ) будущий актёр сменил несколько старших школ в разных уголках страны, но окончил Palm Beach Lakes Community High School в городе Уэст-Палм-Бич, штат Флорида. После окончания старшей школы, решив стать актёром, Хэмилтон переехал в Калифорнию, где в 1958 году заключил контракт с киностудией Metro-Goldwyn-Mayer.
Впервые на телеэкране Хэмилтон появился в 1958 году в одном эпизоде мини-сериала The Veil, на широком экране зрители впервые увидели его в следующем году в фильме «Преступление и наказание по-американски», где актёр сыграл главную роль и сразу получил номинацию на BAFTA в категории «Лучший иностранный актёр». В 1971 году впервые выступил как продюсер — лента «Ивел Книвел».
В конце 1980-х годов Джордж Хэмилтон создал линейку средств для ухода за кожей и для загара, владел несколькими соляриями. При этом у актёра генетически с детства такой оттенок кожи, как будто он всегда покрыт свежим загаром.
В конце 1990-х годов появилась линейка сигар с именем актёра, был открыт курительный зал в гостинице-казино «Нью-Йорк, Нью-Йорк» (Лас-Вегас), носящий его имя. Журнал Cigar Aficionado в своей заметке от января 1998 года охарактеризовал стиль Хэмилтона как «Кэри Грант встречает Пэта Райли».
В апреле 2006 года Хэмилтон стал гранд-маршалом 79-го ежегодного фестиваля «Яблочный цвет Шенандоа» в городе Уинчестер, штат Виргиния.

### Личная жизнь
В 1966 году Джордж Хэмилтон был замечен в отношениях с Линдой Робб, дочерью 36-го Президента США Линдона Джонсона.
В 1972 году Хэмилтон женился на фотомодели и актрисе Алане Стюарт (род. 1945), но уже через три года пара развелась; от этого брака остался сын Эшли (род. 1974), который стал актёром, певцом и поэтом-песенником. С 1979 по 1984 года Алана была женой известного музыканта Рода Стюарта и родила ему двоих детей. В середине 1990-х годов Джордж и Алана вместе работали ведущими одноимённого дневного ток-шоу.
В 1980-х годах Хэмилтон был замечен в отношениях со «стальной бабочкой» — филиппинским политическим и общественным деятелем Имельдой Маркос, женой 10-го Президента Филиппин Фердинанда Маркоса. Также высказывались достаточно обоснованные подозрения, что Хэмилтона связывал с семейством Маркосов и деловой интерес, что актёр был соучастником нескольких миллиардных мошенничеств государственного уровня на Филиппинах в годы правления Фердинанда Маркоса, на «отмытые» деньги актёр выстроил себе шикарный дом в Беверли-Хиллз и пустил их на развитие своего кинематографического проекта.
В декабре 1999 года у 60-летнего Хэмилтона родился ещё один сын — Джордж Хэмилтон-младший, матерью которого стала подруга актёра, Кимберли Блэкфорд. Хэмилтон-младший в 2015—2016 годах снялся в восьми эпизодах двух сериалов.
На реалити-шоу «Я знаменитость… Заберите меня отсюда!» 70-летний Хэмилтон заявил, что за свою жизнь имел отношения минимум с четырьмя Мисс Мира.
Кроме того известно о любовных отношениях Хэмилтона со шведской актрисой Бритт Экланд, британской актрисой Ванессой Редгрейв, иранской принцессой Сорая Эсфандиари-Бакхтиари, американской писательницей Даниэлой Стил.
Джордж Хэмилтон внешне похож на актёра, продюсера, сценариста и режиссёра Уоррена Битти, что однажды было обыграно в фильме «Булворт» (1998; режиссёр, автор сценария и исполнитель главной роли — Уоррен Битти), где Хэмилтон появился в небольшом камео.

## Основные награды и номинации
С полным списком кинематографических наград и номинаций Джорджа Хэмилтона можно ознакомиться на сайте IMDb
Золотой глобус
- 1960 — в категории «Новая звезда года — актёр» после роли в фильме «Преступление и наказание по-американски»[англ.] — победа.
- 1980 — в категории «Лучший актёр (мюзикл или комедия)» за роль в фильме «Любовь с первого укуса»[англ.] — номинация.
- 1982 — в категории «Лучший актёр (мюзикл или комедия)» за роль в фильме «Зорро, голубой клинок»[англ.] — номинация.

BAFTA
- 1961 — в категории «Лучший иностранный актёр» за роль в фильме «Преступление и наказание по-американски»[англ.] — номинация.
- 1963 — в категории «Лучший иностранный актёр» за роль в фильме «Свет на площади»[англ.] — номинация.

«Сатурн»
- 1980 — в категории «Лучший актёр» за роль в фильме «Любовь с первого укуса»[англ.] — победа.

Звёзды
- 1999 — «Золотая пальмовая звезда» на Аллее звёзд в Палм-Спрингс[англ.][16]
- 2009, 12 августа — звезда на Аллее славы в Голливуде за вклад в кинематограф — в честь 70-летнего юбилея актёра[17]

## Избранные работы

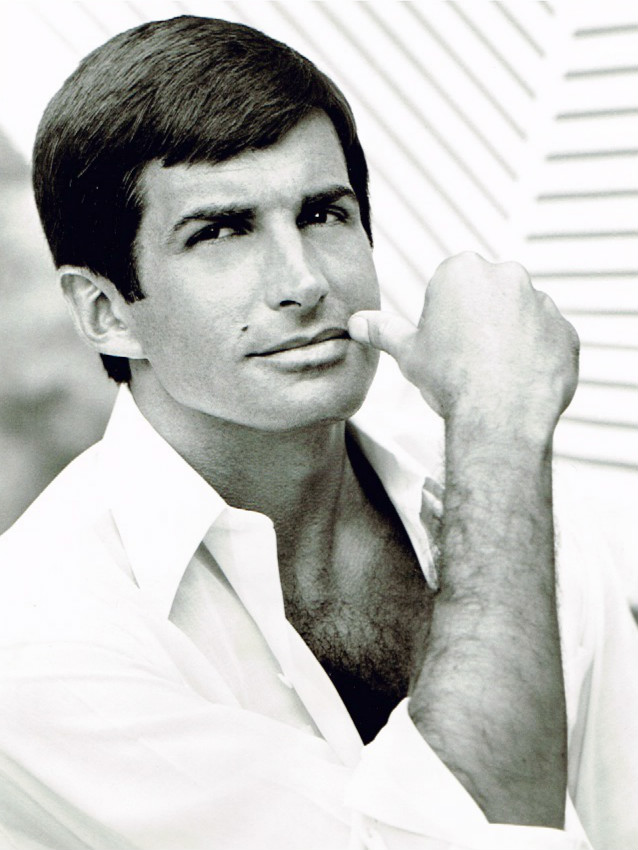
На съёмках мыльной оперы Harold Robbins' The Survivors (1969)

Будучи американским актёром, Хэмилтон много снимался в европейском кино: французском, итальянском, британском, немецком.
С 1958 года по август 2017 года Хэмилтон сыграл в 118 фильмах и сериалах

### Актёр (широкий экран)
- 1959 — Преступление и наказание по-американски[англ.] / Crime and Punishment U.S.A. — Роберт Коул
- 1960 — Домой с холма[англ.] / Home from the Hill — Терон Ханникатт
- 1960 — Прекрасные юные каннибалы[англ.] / All the Fine Young Cannibals — Тони Макдоуэлл
- 1960 — Там, где ребята[англ.] / Where the Boys Are — Райдер Смит
- 1961 — Грохот барабанов[англ.] / A Thunder of Drums — лейтенант Кёртис Маккуэйд
- 1962 — Свет на площади[англ.] / Light in the Piazza — Фабрицио Наццарелли
- 1962 — Две недели в другом городе[англ.] / Two Weeks in Another Town — Дейви Дрю
- 1963 — Победители / The Victors — капрал Теодор Трауэр
- 1965 — Вива, Мария! / Viva Maria! — Флорес
- 1967 — Время убивать[англ.] / A Time for Killing — капитан Доррит Бентли
- 1968 — Власть / The Power — профессор Джим Таннер
- 1971 — Ивел Книвел[англ.] / Evel Knievel — Ивел Книвел, трюкач-мотоциклист
- 1973 — Человек, который любил Танцующую Кошку[англ.] / The Man Who Loved Cat Dancing — Крокер
- 1978 — Секстет[англ.] / Sextette — Ванс Нортон
- 1979 — Из ада к победе[англ.] / From Hell to Victory — Морис Бернард
- 1979 — Любовь с первого укуса[англ.] / Love at First Bite — граф Владимир Дракула
- 1981 — Зорро, голубой клинок[англ.] / Zorro, The Gay Blade — Дон Диего Вега / Зорро / Банни Уигглсворт и др.
- 1990 — Крёстный отец 3 / The Godfather Part III — Б. Дж. Гаррисон
- 1991 — Доктор Голливуд / Doc Hollywood — доктор Халберстром
- 1992 — Однажды преступив закон / Once Upon A Crime — Альфонсо де ла Пена
- 1994 — Двойной дракон / Double Dragon — ведущий новостей на «Канале 102» (в титрах не указан)
- 1997 — 8 голов в одной сумке[англ.] / 8 Heads in a Duffel Bag — Дик Беннетт
- 1998 — Булворт / Bulworth — камео, двойник сенатора Булворта (в титрах не указан)
- 2002 — Голливудский финал / Hollywood Ending — Эд
- 2016 — Конгрессмен[англ.] / The Congressman — Лэр Деверо

### Актёр (телевидение)
- 1964, 1965 — Закон Бёрка[англ.] / Burke’s Law — разные роли (в 2 эпизодах)
- 1969 — Выжившие / англ. Harold Robbins' The Survivors — Дункан Карлайл (в 10 эпизодах)
- 1970 — Париж 7000 / Paris 7000 — Джек Бреннан (в 10 эпизодах)
- 1975, 1991 — Коломбо / Columbo — разные роли (в 2 эпизодах)
- 1975 — Карусель смерти[англ.] / The Dead Don’t Die — Дон Дрейк
- 1977 — Корни / Roots — Стивен Беннетт (в 3 эпизодах)
- 1978 — Пользователи[англ.] / The Users — Адам Бейкер, кинопродюсер
- 1979 — Искатели[англ.] / The Seekers — лейтенант Гамильтон Стовалл
- 1983 — Малибу[англ.] / Malibu — Джей померанц
- 1985—1986 — Династия / Dynasty — Джоэль Эбригор (в 15 эпизодах)
- 1997 — Парни что надо![англ.] (Неудержимые) / Rough Riders — Уильям Рэндольф Хёрст
- 1997—1998 — Дженни[англ.] / Jenny — Гай Хэтэуэй (в 17 эпизодах)

### Актёр (сразу на видео)
- 1998 — Каспер встречает Венди / Casper Meets Wendy — Дезмонд Спеллман

### Озвучивание видеоигр
- 2006 — Marc Ecko’s Getting Up: Contents Under Pressure — мэр Нью-Радиуса Сунг

### Продюсер
С 1971 по 2015 год Хэмилтон выступил продюсером к 7 фильмам
- 1971 — Ивел Книвел[англ.] / Evel Knievel
- 1979 — Любовь с первого укуса[англ.] / Love at First Bite — исполнительный продюсер
- 1981 — Зорро, голубой клинок[англ.] / Zorro, The Gay Blade
- 2009 — Мой единственный / My One and Only — исполнительный продюсер
- 2015 — Быть Ивелом[англ.] / Being Evel — исполнительный продюсер

### Прочие работы
- В 2003 году Хэмилтон был ведущим реалити-шоу «Семья» (9 выпусков)
- Хэмилтон стал четвертьфиналистом второго сезона телепроекта «Танцы со звёздами» в 2006 году в возрасте 66 лет, с больными коленями. Его партнёршей была Эдита Сливинская, которой на тот момент было 24 года.
- 70-летний Хэмилтон в 2009 году принял участие в британском реалити-шоу «Я знаменитость… Заберите меня отсюда!»[англ.], где «звёздам» необходимо выжить в джунглях. Он добровольно покинул проект на полпути, хотя считался одним из фаворитов сезона[18].
- Осенью 2011 года Хэмилтон был утверждён исполнителем главной роли (Хорхес) в мюзикле «Клетка для чудаков»[англ.], отправлявшемся в большое турне по стране. Он играл эту роль минимум до конца апреля 2012 года[17].